# گورونتالو (شهر)
گورونتالو (اندونزیایی: Kota Gorontalo) یکی از شهرهای اندونزی و پایتخت استان گورونتالو است. این شهر با ۷۹٫۵۹ کیلومتر مربع مساحت، برپایهٔ انتخابات سال ۲۰۰۶، حدود ۱۴۷٬۲۹۶ نفر جمعیت دارد.
گورونتالو از سمت شمال و شرق به منطقهٔ بولانگو، از سمت جنوب به خلیج تومینی و از سمت غرب به منطقهٔ گورونتالو محدود شده‌است. این شهر در ناحیهٔ پستی قرار گرفته و ارتفاع آن از سطح دریا بین ۰ تا ۵۰۰ متر متغیر است. هم‌چنین میانگین دمای این شهر ۲۶٫۵ درجهٔ سانتی‌گراد است.
گورونتالو به ۶ ناحیه (ککماتان) تقسیم شده‌است:
1. ناحیهٔ دونگینگی.
2. ناحیهٔ کوتا اوتارا.
3. ناحیهٔ کوتا بارات.
4. ناحیهٔ کوتا تنگاه.
5. ناحیهٔ کوتا تیمور.
6. ناحیهٔ کوتا سلاتان.